# Sílica-gel

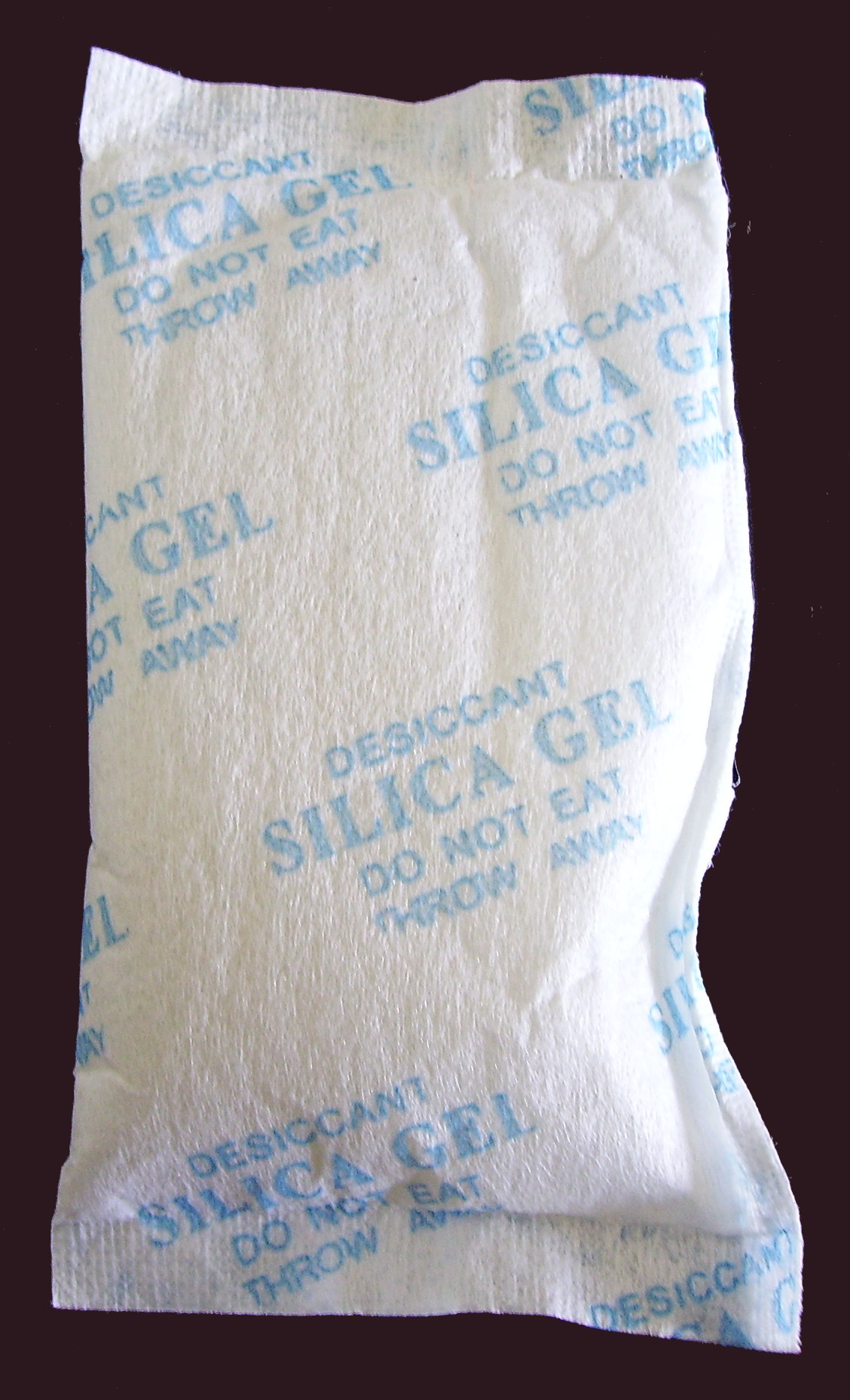
Sílica-gel beutel.

Silica gel ou gel de sílica é uma substância dessecante, amplamente usada para controle de umidade em produtos embalados. Quimicamente composto de dióxido de silício (SiO₂), a silica gel possui uma estrutura granular e porosa com alta capacidade de adsorção de água. É utilizado em diversas indústrias, como eletrônicos, alimentos e farmacêuticos, para evitar danos causados por umidade excessiva. Seu uso é crucial também na preservação de artefatos históricos e documentos, garantindo que a umidade não afete sua integridade ao longo do tempo.
A seguir, o gel é processado para chegar a diferentes produtos:
- Sílica-gel dessecante
- Sílica telefônica
- Sílica-gel micronizada
- Sílica precipitada
- Sílica cosmética (esfoliante)

A sílica-gel retém a umidade do ar por adsorção física, não por absorção. É um processo físico, pelo qual as moléculas de água ficam retidas na superfície dos poros do dessecante.
A capacidade de adsorção de água da sílica-gel é de no máximo, 30% do seu próprio peso, aproximadamente. Ela pode ser regenerada quando submetida a temperaturas superiores a 100°C e inferiores a 200°C, por um período mínimo de 40 minutos. Este procedimento deve ser realizado sempre com a sílica-gel não embalada e nunca com o produto dentro das saquetas, pois os materiais utilizados nos sachês são normalmente fibras termoplásticas que derreteriam antes que a sílica-gel fosse totalmente regenerada, podendo até causar acidentes ou queimaduras.
Em geral, nos processos de regeneração, verifica-se uma perda de 10 a 20% em função da fragmentação dos grânulos, o que diminui sua capacidade de adsorção.

## História e Desenvolvimento
O uso do silica gel remonta à Primeira Guerra Mundial, quando foi utilizado para absorver gases e vapores tóxicos em máscaras de gás. No entanto, sua invenção oficial é atribuída ao químico norte-americano Walter A. Patrick, que patenteou o processo de produção de sílica-gel em 1919. Desde então, o material foi amplamente adotado em várias indústrias, evoluindo para incluir diferentes formas, como microesferas e indicadores de cor.

## Composição Química
O silica gel é composto principalmente de dióxido de silício (SiO₂), uma forma sintética de sílica amorfa. A produção do material envolve a neutralização de silicato de sódio com ácido, formando um gel que é posteriormente desidratado para gerar sua forma granular e porosa. O resultado é um material com uma superfície interna altamente porosa, capaz de adsorver grandes quantidades de água.

## Propriedades Físicas e Químicas
O silica gel possui uma estrutura altamente porosa, com milhões de pequenos poros que aumentam sua área superficial, permitindo uma alta capacidade de adsorção de água. Embora seja quimicamente inerte e insolúvel na maioria dos líquidos, sua capacidade de absorção o torna ideal para controlar a umidade em ambientes fechados. Uma das principais características é a possibilidade de regeneração, onde o material pode ser aquecido para liberar a umidade absorvida e ser reutilizado.

## Tipos de Silica Gel
Existem diversos tipos de silica gel, cada um com aplicações específicas:
- Granular: A forma mais comum, usada em embalagens para proteger produtos.
- Microesferas: Utilizadas em ambientes onde a dispersão uniforme do material é necessária.
- Indicador de Umidade: Alguns tipos de *silica gel* são impregnados com compostos que mudam de cor quando saturados, facilitando o monitoramento da umidade.[7]

## Segurança e Impacto Ambiental
Embora o silica gel seja considerado atóxico na forma padrão, a advertência "não ingerir" presente em suas embalagens refere-se ao risco de asfixia, especialmente para crianças e animais de estimação. Se acidentalmente ingerido, ele geralmente passa pelo sistema digestivo sem causar danos significativos. No entanto, se inalado, o pó de sílica pode irritar as vias respiratórias, causando tosse ou desconforto temporário.
No caso de variantes de silica gel que contêm indicadores de umidade, como o cloreto de cobalto (usado para mudar de cor de azul para rosa ao absorver umidade), há um pequeno risco de toxicidade, especialmente se ingerido em grandes quantidades. Por isso, esses tipos devem ser mantidos fora do alcance de crianças e animais.
Em termos ambientais, o silica gel é considerado um material seguro, já que não é tóxico e não apresenta riscos significativos de contaminação ao solo ou à água. No entanto, o descarte de pacotes de sílica que contêm indicadores tóxicos deve seguir as normas locais para resíduos perigosos.